# Équipe de Slovénie de hockey sur glace au Championnat du monde 2011
 (janvier 2025).
L'équipe de Slovénie de hockey sur glace termine 16e et dernière du Championnat du monde de hockey sur glace 2011.

## Contexte
Le championnat du monde 2011 est disputé entre le 29 avril 2011 et le 15 mai 2011 dans les villes de Bratislava et de Košice en Slovaquie. Il s'agit de la 75e édition du tournoi.

### Alignement
| Numéro | Nom             | Lieu de naissance                            |
| ------ | --------------- | -------------------------------------------- |
| 1      | Andrej Hočevar  | Ljubljana, République socialiste de Slovénie |
| 33     | Robert Kristan  | Jesenice, République socialiste de Slovénie  |
| 69     | Matija Pintarič | Ljubljana, République socialiste de Slovénie |

| Numéro | Nom                 | Lieu de naissance                            |
| ------ | ------------------- | -------------------------------------------- |
| 23     | Damjan Dervarič     | Ljubljana, République socialiste de Slovénie |
| 15     | Blaž Gregorc        | Jesenice, République socialiste de Slovénie  |
| 86     | Sabahudin Kovačevič | Jesenice, République socialiste de Slovénie  |
| 28     | Aleš Kranjc         | Kranj, République socialiste de Slovénie     |
| 18     | Gregory Kuznik      | Prince George, Canada                        |
| 17     | Žiga Pavlin (R)     | Kranj, République socialiste de Slovénie     |
| 21     | Klemen Pretnar      | Bled, République socialiste de Slovénie      |
| 51     | Mitja Robar (A)     | Ljubljana, République socialiste de Slovénie |
| 4      | Andrej Tavželj      | Kranj, République socialiste de Slovénie     |

| Numéro | Nom                | Lieu de naissance                            |
| ------ | ------------------ | -------------------------------------------- |
| 26     | Jaka Ankerst (R)   | Kranj, République socialiste de Slovénie     |
| 71     | Boštjan Goličič    | Kranj, République socialiste de Slovénie     |
| 8      | Žiga Jeglič        | Kranj, République socialiste de Slovénie     |
| 84     | Andrej Hebar       | Jesenice, République socialiste de Slovénie  |
| 14     | Matej Hočevar      | Ljubljana, République socialiste de Slovénie |
| 76     | Rok Pajič          | Jesenice, République socialiste de Slovénie  |
| 19     | Žiga Pance         | Ljubljana, République socialiste de Slovénie |
| 9      | Tomaž Razingar (C) | Jesenice, République socialiste de Slovénie  |
| 12     | David Rodman       | Jesenice, République socialiste de Slovénie  |
| 22     | Marcel Rodman (A)  | Jesenice, République socialiste de Slovénie  |
| 55     | Robert Sabolič     | Jesenice, République socialiste de Slovénie  |
| 10     | Mitja Šivic        | Brezje, République socialiste de Slovénie    |
| 24     | Rok Tičar          | Jesenice, République socialiste de Slovénie  |

### Entraîneur
- Matjaž Kopitar